# Maison des Invalides de Berlin

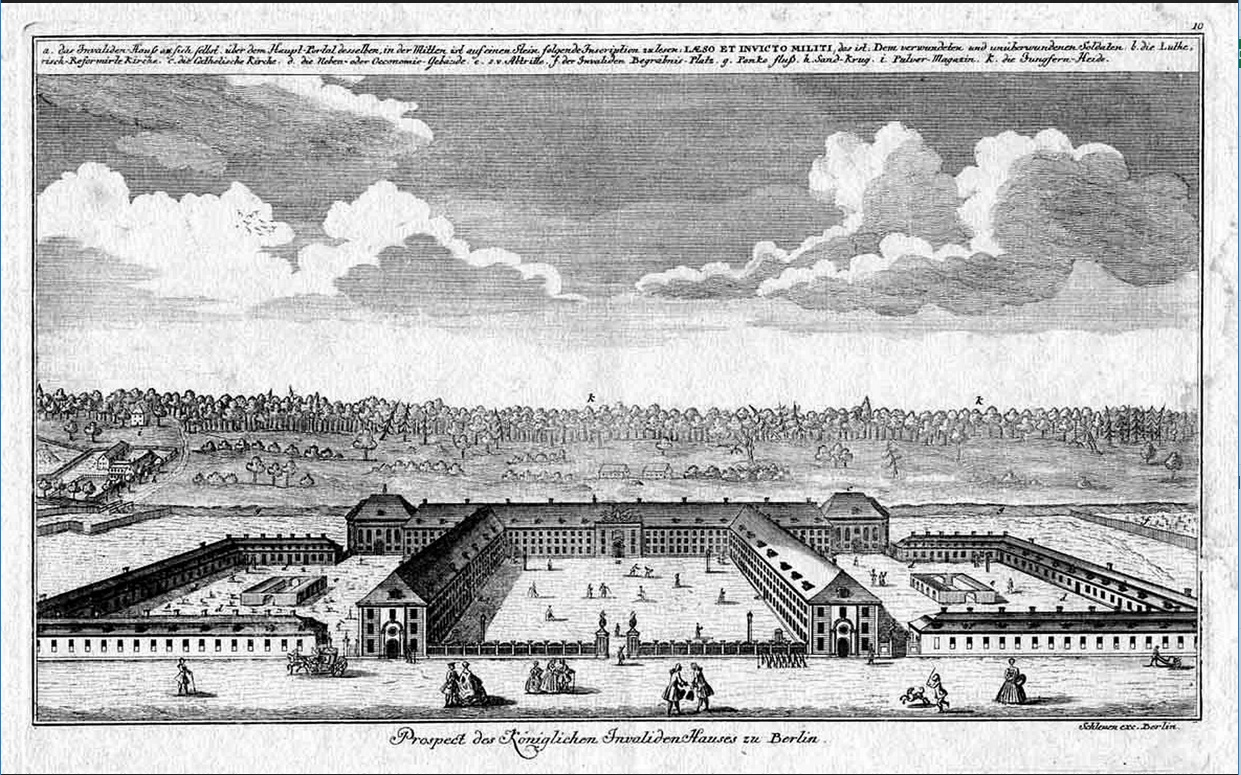
La Maison royale des Invalides au XVIIIe siècle

La Maison des Invalides de Berlin (anciennement : Fondation de la Maison des Invalides de Berlin) est probablement l'une des plus anciennes installations du genre pour le bien-être des victimes de guerre ou les soins aux victimes de guerre dans le monde germanophone.

## Histoire

### Maison des Invalides (1748-1938)
La première impulsion pour la création de la maison des Invalides de Berlin, précurseur de l'actuelle cité des Invalides à Berlin-Frohnau revient au roi Frédéric Ier de Prusse qui, en 1705, conçoit le projet de construire des logements spéciaux pour les soldats réformés et invalides de guerre, en s'inspirant du modèle français. Le projet n'est toutefois réalisé que quelques décennies plus tard, sous le gouvernement de Frédéric II le Grand, qui après la fin de la Seconde guerre de Silésie, qui donne l'ordre de construire les "maisons des Invalides" à Berlin et Stolp et met à disposition les moyens nécessaires. L'architecte chargé de la construction est l'ingénieur-capitaine Isaak Jacob von Petri (de). En 1748, la maison des Invalides de Berlin, située aux portes de la ville en direction de l'ouest, est achevée et l'on y emménage le 15 novembre 1748. Cette date est considérée comme le jour de la fondation proprement dite. Lors du choix de l'emplacement de ce bâtiment baroque à trois ailes ressemblant à un château, dont la façade principale donne sur le canal de navigation Berlin-Spandau construit plus tard, le roi a tenu à ce qu'il soit proche de la Charité. Le bâtiment se trouve dans la Scharnhorststrasse (de).
Selon la volonté du roi, la maison des Invalides de Berlin a, comme les autres maisons des Invalides, un caractère résolument militaire. Pour l'aménagement et l'organisation internes, le roi a édicté l'instruction du 31 août 1748 devant les commandants des Invalides, qui nous est parvenue.
La mission de l'institution est de fournir gratuitement un logement, des repas, des vêtements et des soins médicaux aux officiers, sous-officiers et hommes de troupe blessés pendant la guerre. Pour financer l'institution, Frédéric II le Grand l'a dotée de vastes propriétés foncières (528 acres) et de dotations en espèces ; les artisans et les commerçants travaillant pour les Invalides bénéficient également de l'exemption d'impôts et de taxes, afin qu'ils puissent fournir leurs produits à des détenus particulièrement "à bon marché". Le roi veut ainsi que les Invalides puissent s'autofinancer grâce aux biens fonciers et matériels disponibles et qu'ils ne pèsent pas sur le budget de l'État.
La maison peut accueillir 631 personnes au total, dont 13 officiers et 126 femmes. Quatre soldats célibataires et un soldat marié occupent chacun une chambre avec un placard. Une cuisine est prévue pour 30 résidents. L'organisation est basée sur le rapport de supériorité et de subordination et reproduit une unité militaire. Les invalides sont répartis en trois compagnies, chacune composée de 190 hommes, dix sous-officiers, un enseigne, deux lieutenants.
L'ensemble des Invalides est placé sous l'autorité d'un commandant, puis d'un gouverneur à partir de 1847. Tous les pensionnaires sont payés en fonction de leur grade. Ils portent l'uniforme même en dehors du service, doivent assurer la garde dans le quartier des Invalides et participer à la parade dominicale de l'église. La maison a des ecclésiastiques spéciaux des deux confessions et est dotée de son propre droit de paroisse. Les Invalides constituent en outre une communauté autonome dotée de sa propre juridiction civile et pénale.
La maison des Invalides conserve cette configuration pour l'essentiel jusqu'à la fin de la Première Guerre mondiale, même si certains changements sont intervenus au fil du temps. Ainsi, au XIXe siècle, la juridiction propre a été supprimée et les Invalides s'appellent plus tard "Pfleglinge", et le nombre de soldats hébergés diminue au profit d'un accueil plus important de familles entières, de sorte que le caractère résidentiel prend davantage d'importance. Les conditions d'admission sont résumées dans un décret du ministère prussien de la Guerre datant de 1907.

### Commandants / Gouverneurs de la maison des Invalides
- 1748–1768: Karl Adam Heinrich von Feilitzsch (de) (1701–1768)
- 1768–1775: Georg Christoph von Daembke (de) (1719–1775)
- 1775–1779: Michael Ludwig von Diezelsky (de) (1708–1779)
- 1779–1788: Gottlieb Julius von Pelchrzim (de) (1717–1788)
- 1788–1791: Otto Ernst von Reineck (de) (1729–1791)
- 1791–1800: Curt Heinrich Gottlieb von Arnim (de) (1735–1800)
- 1800–1807: Georg Heinrich von Valentini (1738–1807)
- 1807–1809: Bogislav von Eichmann (1731–1815)
- 1809–1809: Friedrich Wilhelm Alexander von Tschammer und Osten (1737–1809)
- 1809–1819: Johann Friedrich Schenck zu Schweinsberg (de) (1750–1819)
- 1819–1827: Gustav Friedrich von Kessel (1760–1827)
- 1828–1846: Jacob Bogislaw von Puttkamer (de) (1753–1846)
- 1846–1847: Ernst Gustav von Held (de) (1766–1851)
- 1847–1848: Hermann von Boyen (1771–1848)
- 1848–1877: Ferdinand von Maliszewski (de) (1790–1877)
- 1877–1884: Karl Rudolf von Ollech (1811–1884)
- 1884–1889: Georg Otto von Wulffen (de) (1813–1889)
- 1889–1904: Ernst Wilhelm Karl von Grolman (1832–1904)
- 1904: 00000Friedrich von Schele (1847–1904)
- 1904–1919: Ludwig von Hammerstein-Loxten (1839–1927)

### Nouvelles utilisations dans l'ancien maison des Invalides et construction de la cité des Invalides (depuis 1938)
Vers 1900, le complexe de bâtiments de l'Académie Empereur-Guillaume (Académie de médecine militaire) est érigé sur Invalidenstraße immédiatement au sud de la maison des Invalides, et il doit avoir une influence considérable sur le développement de la maison des Invalides au cours des décennies suivantes.
Après la Première Guerre mondiale, la maison des Invalides perd son caractère militaire. Avec la prise en charge des soins aux invalides de guerre par le ministère du Travail du Reich en vertu du décret du 5 octobre 1919, la surveillance des services des Invalides, qui dépendaient jusqu'alors du ministère prussien de la Guerre, est également transférée à l'administration du Travail. Malgré la transformation des conditions de la maison des Invalides, l'objectif initial est intégralement préservé. Seules les personnes gravement blessées pendant la guerre et qui ont été directement confrontées à l'ennemi peuvent être acceptées.
Avec le début du réarmement et la reconstitution de la Wehrmacht sous le Troisième Reich, le caractère militaire de la maison des Invalides s'affirme à nouveau. Le 1er avril 1937, la maison des Invalides est retiré de la surveillance du ministère du Travail du Reich et placé sous la tutelle du ministère de la Guerre du Reich, puis du haut commandement de la Wehrmacht. Lorsqu'en 1938, l'Académie de médecine militaire est agrandie en 1938 et que les bâtiments de la maison des Invalides sont utilisés à cette fin, la Wehrmacht érige la cité des Invalides à Berlin-Frohnau  en compensation pour les occupants. Elle est cédée par le Trésor public du Reich (armée) à la fondation "Maison des Invalides de Berlin". Le Reichsfiskus reçoit en donation le terrain à bâtir nécessaire de 18 hectares de la part du curatorium de la Fondation Prince-Donnersmarck (de). Le déménagement des occupants, qui ne sont alors pas très heureux de quitter la maison des Invalides située au centre de la ville, a lieu en 1938.
Aujourd'hui, les parties encore conservées de la maison des Invalides - l'ancienne Académie Empereur-Guillaume - abritent une partie du ministère fédéral de l'Économie et de l'Énergie.
Le dernier commandant des Invalides est depuis 1937 le colonel Wilhelm Staehle. Staehle est l'homme de contact des résistants du 20 juillet 1944 avec le mouvement de résistance néerlandais. Il est arrêté et assassiné le 23 avril 1945 par les SS dans la cellule de la prison de Lehrter Straße, comme entre autres Albrecht Haushofer (de).
Avec la fin de la Seconde Guerre mondiale, la cité des Invalides connaît une seconde démilitarisation. La surveillance de la cité est alors confiée à l'Office d'administration des anciennes propriétés foncières du Reich. En 1952, une lettre du ministre fédéral du Travail datée du 18 avril donne l'occasion de revoir la situation juridique de la cité. Finalement, après de longues négociations, la cité est transférée à l'ancienne administration du Sénat pour le travail et les affaires sociales par décision du Sénat du 29 juin 1953, qui en confie à son tour la gestion, conformément à la situation juridique de 1920 à 1937, à l'Office régional des pensions de Berlin, devenu ensuite Office régional des tâches sociales centrales, aujourd'hui Office régional de la santé et des affaires sociales. La reprise formelle a lieu le 16 mai 1953. Le conseil d'administration de la fondation est composé des directeurs respectifs des autorités mentionnées.
Après la délimitation de la frontière en 1945, le lotissement est entouré de barbelés sur trois côtés et coupé de sa liaison naturelle avec le village voisin de Hohen Neuendorf. Le fardeau que cela représente pour les habitants est considérablement renforcé par la construction du mur de Berlin.
La priorité est de contrecarrer les effets néfastes de cet isolement et de promouvoir la réhabilitation par tous les moyens disponibles, en plus de l'approvisionnement économique. L'une des premières mesures est donc de réhabiliter la salle des fêtes de la maison communale, qui a été fortement endommagée, et de créer ainsi un centre culturel pour les quelque 600 habitants de la colonie. Des services religieux sont régulièrement organisés dans la salle des fêtes.

## Situation d'aujourd'hui

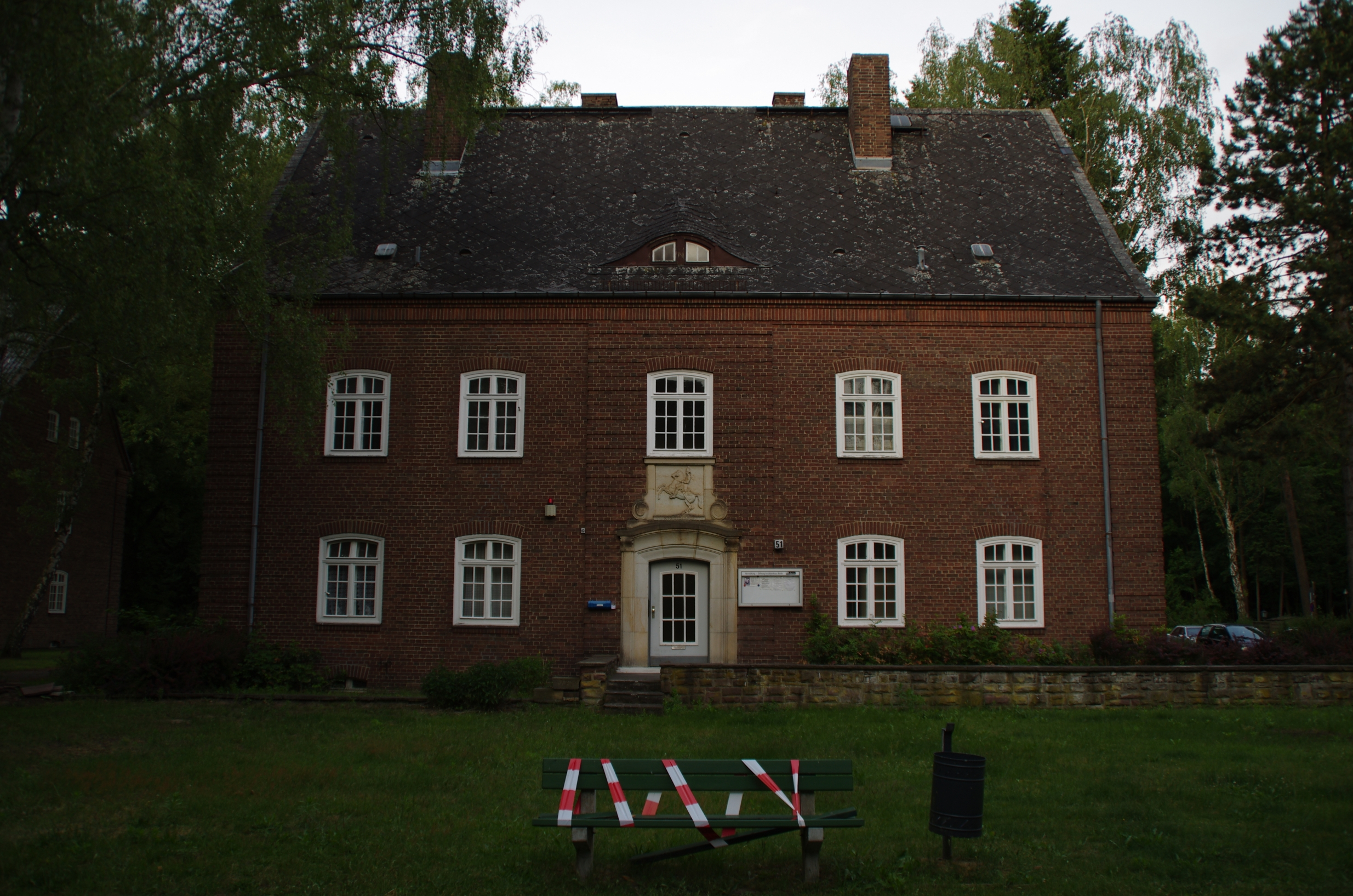
La maison numéro 51

La cité (adresse : 13465 Berlin, Invalidensiedlung 1-53) se compose de 51 maisons avec 180 appartements dans 49 immeubles, d'une maison commune, d'une salle de sport pour handicapés et de bâtiments annexes. La surface totale de la cité est de près de 14 hectares.
La Fondation de la maison des Invalides de Berlin est une fondation d'utilité publique de droit public. Elle a pour mission de mettre à la disposition des invalides de guerre ayant droit à une pension ou des personnes gravement handicapées à titre subsidiaire au sens de la loi sur les personnes gravement handicapées, dans la cité des Invalides, des logements dont la situation, l'espace ou tout autre équipement répondait particulièrement aux besoins des habitants. Des manifestations culturelles et conviviales sont organisées de temps à autre dans la salle des fêtes et dans les "Bauernstuben" adjacentes.

## Dissolution de la fondation
Le 18 août 2021, le conseil d'administration de la Fondation de la maison des Invalides de Berlin fait distribuer une lettre non datée aux "locataires".
Le message principal de la lettre est le suivant : "Le conseil d'administration de la fondation a donc décidé de dissoudre la fondation au 31.12.2021, étant donné que l'objectif de la fondation est rempli, mais surtout pour permettre à la cité d'avoir des perspectives à long terme et économiquement sûres". Il est également précisé que "le patrimoine de la fondation, c'est-à-dire le terrain de la colonie ainsi que tous les bâtiments qui en font partie, sera transféré au patrimoine de l'État de Berlin à la fin de l'année. La reprise de la colonie par une société de participation berlinoise est actuellement à l'étude".

## Changement de propriétaire
Fin avril 2022, les locataires de la cité des Invalides reçoivent une lettre de la régie immobilière WOBEGE. Il y est dit que l'État de Berlin, par le biais de sa participation dans Berlinovo (de) Immobilien GmbH, a trouvé une solution pour transférer le patrimoine immobilier de la fondation de la cité des Invalides à une société appartenant à l'État. Depuis le 1er janvier 2022, Berlinovo Grundstücksentwicklungs GmbH est donc le propriétaire économique de la résidence et l'ancien gestionnaire reste la société Wohnbauten- und Beteiligungsgesellschaft mbH (WOBEGE). Elle est l'interlocutrice pour toutes les questions relatives à l'immeuble.